# Ermita Mas de Tous
L'ermita de Mas de Tous, és una ermita declarada Bé de Rellevància Local, de forma genèrica i segons la Disposició Addicional Cinquena de la Llei 5/2007, de 9 de febrer, de la Generalitat, de modificació de la Llei 4/1998, d'11 de juny, del Patrimoni Cultural Valencià (DOCV Núm. 5.449 / 13/02/2007), amb el codi identificatiu:46.11.202-004.

## Història
La masia de Tous, antigament anomenada masia de Sistero, es troba a uns 1500 metres a l'est de la Pobla de Vallbona, llindant amb l'autopista de València-Llíria. Segons un dels seus amos, el senyor Augusto Danvila i Jaldero, advocat i agricultor de professió, en el passat hi va haver una vila romana al lloc on actualment s'assenta aquesta masia. Les seues afirmacions es deuen a algunes restes que ell mateix va trobar a la masia.
La masia compta amb més de 200 fanecades de terra, i per a regar aquestes terres els amos disposen des del segle xiv de 24 hores d'aigua tots els divendres, aigua provinent de la séquia del Alguacil, provinent de Benaguasil.
El que la masia tinga un dia especial per a poder regar les seues terres es deu al fet que al segle xiv, Llíria, La Pobla de Vallbona, Benaguasil i Benissanó volien ampliar les seues zones de regadiu però necessitaven fons suficients per a fer una obra que permetera regar tan extensos territoris. El senyor de la masia de Tous que tenia gran interès en aquestes obres va aportar gran quantitat de fons per a les obres a canvi d'aquestes 24 hores d'aigua per a la seua masia, i així ho van acceptar tots.
Tot i això aquesta avantatge de tindre 24 hores d'aigua per a ells sols va ser font d'alguns problemes. A l'hora de pagar el sequiatge (impost per l'ús de l'aigua de la séquia) va haver conflictes entre Lliría i la Pobla de Vallbona, el 1366. A la Pobla de Vallbona se li va atorgar el privilegi de no haver de pagar més que  "un diner per fanecada".
Altre problema és el plet entre els senyors del mas de Tous i V.M. Castellanos, de Benissanó, que va acabar amb la condemna d'aquest últim per traure aigua de la séquia quan no li tocava.
El 1620 va haver una denúncia pels senyors del mas a uns veïns de la Pobla de Vallbona. 170 anys després tenim una sentència similar que va acabar amb la condemna dels veïns de la Pobla de Vallbona: Francisco Yusà, Vicent i Honorato Llopis.
Quant a la gent que va habitar la masia, tenim a documents històric citat a Antonio Danvila d'ascendència francesa. Danvilla va nàixer el 1643 i va morir el 1712. Els seus pares, Oloron de Bearne Jean D'Anville et D'Averovette i Joanne Navailles van venir a Espanya i es van posar a viure a València. A la partida de defunció del pare d'Antonio Danvilla consta com a Juan Danville en lloc de Jean D'anville. Al pareix es va castellanitzar el seu nom i cognom i aquest va passar castellanitzat als seus descendents. Els Danvilla van ser els amos d'aquesta masia fins al 1945 en què va ser adquirida per Vicent March i després va passar a ser del seu fill Jesus March Civera.
La masia està formada per Villa Flora que és l'edifici on van viure Augusto Danvila, pertinent a la sexta generació de Danvilla a la masia de Tous, i Flora Moreno, de la qual ve el nom de Villa Flora. Augusto Danvilla, el qual té ara un carrer a la població de la Pobla de Vallbona, va ser un home molt religiós, per això, va manar construir una xicoteta església de 60 metres quadrats, baix l'advocació de la Verge de la Abundancia. L'església va ser decorada amb murals pintats per la seua esposa Flora.

## Descripció
Es tracta d'una xicoteta ermita, d'una sola nau i d'aproximadament uns 60 metres quadrats, en la que destaca l'altura dels seus murs. La coberta externa és a dos aigües i es remata amb teula roja. Presenta un absis amb rematament extern en vessant de la coberta a dues aigües.
La façana, presenta frontó triangular amb creu com a rematament y com a decoració està un gran òcul i la porta d'accés que és en foma d'arc de mig punt amb arquivolta. Hi ha una placa de rajoles amb la llegenda: "Rdo. de la Visita de Nuestra Patrona la Virgen del Rosario. Con motivo del aniversario de su Santa Imagen. Años 1940 al 1990. Las Ventas - Pobla de Vallbona."
Interiorment presenta molta decoració destacant els murals que decoren les quatre parets que la formen. També és remarcable el retaule del altar major, amb el mural al Sagrat Cor.
Hui en dia encara es conserva tant l'església com la masia i tots els anys el dia 6 d'octubre, dia de la Verge del Rosari, patrona de les Ventes de la Pobla de Vallbona, es realitza un pelegrinatge des del nucli urbà fins a aquesta xicoteta església.